# Термопсис
Термо́псис (Thermópsis) — рід трав'янистих багаторічних рослин родини бобові (Fabaceae).
Ареал природного поширення лежить в Північній Америці і в східних регіонах Азії: Сибір, Гімалаї, Китай та Японія.

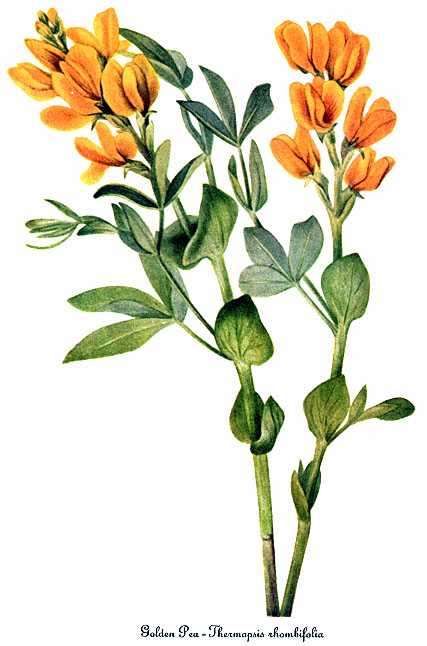
Thermopsis rhombifolia. Ботанічна ілюстрація американської художниці Mary Vaux Walcott

## Ботанічний опис
Багаторічна трав'яниста рослина висотою 10—40 см з товстим повзучим кореневищем. Стебло гіллясте, з листям, листя сірі, трійчасті, чергові. Часточки листя довгасті, вузькі. Прилистки значно довші черешка, чому лист здається п'ятипальчатим. Квітки звичайно жовті, рідше з фіолетовими пелюстками, сидять на квітконіжках у пазухах листків. Тичинок 10. Плід — біб довжиною до 6 см, з довгим носиком на верхівці. Насіння ниркоподібне, блискуче, яйцеподібне чи кулеподібне, буре. Вага 1000 насінин — 22—28 г. Цвіте у червні — липні; насіння дозріває у серпні — вересні. Вся рослина отруйна.

## Значення і застосування
Трава і дозрілі насінини використовуються в медицині.
У траві термопсису міститься ряд алкалоїдів (термопсин, гомотермопсин, метилцитизін, пахікарпін, анагірін), а також дубильні речовини, сапоніни, смоли і вітамін С. Біологічно активні речовини, що містяться в рослині, мають гангліоблокувальні властивості.
Трава термопсису входить до складу комбінованих відхаркувальних препаратів, містить як активні речовини ізохінолінові алкалоїди. Збуджує дихальний і стимулює блювотний центри. Має виражену відхаркувальну дію, що проявляється в підвищенні секреторної функції бронхіальних залоз, посиленні активності миготливого епітелію і прискоренні виведення секрету, підвищенні тонусу гладких м'язів бронхів за рахунок центрального ваготропного ефекту.
Клінічними дослідженнями встановлено, що термопсисом можна успішно заміняти рослини, що раніше використовувалися — іпекакуану (Carapichea ipecacuanha) і снегу (Polygala senega).
Відвари рослини мають протиглисні властивості.
Трава термопсису завдяки наявності в ній пахіркапіна призначається при різних формах облітеруючого ендартеріїту, а також для симуляції родової діяльності (препарат підвищує тонус мускулатури матки).
У народній медицині відвар із трави термопсису широко застосовується при лікуванні грипу, бронхітів, катарах дихальних шляхів та пневмоній.
Таблетки часто містять термопсис разом із гідрокарбонатом натрію.

## Класифікація
Рід включає близько 30 видів:
- Thermopsis alpina (Pall.) Ledeb. — Термопсис альпійський
- Thermopsis alterniflora Regel & Schmalh. — Термопсис черговоцвітковий
- Thermopsis barbata Benth.
- Thermopsis bargusinensis Czefr.
- Thermopsis californica S.Watson — Термопсис каліфорнійський
- Thermopsis chinensis S.Moore — Термопсис китайський
- Thermopsis dahurica Czefr. — Термопсис даурський
- Thermopsis divaricarpa A.Nelson
- Thermopsis dolichocarpa V.A.Nikitin
- Thermopsis fraxinifolia (Torr. & A.Gray) M.A.Curtis
- Thermopsis gracilis Howell — Термопсис граційний
- Thermopsis gyirongensis S.Q.Wei
- Thermopsis inflata Cambess.
- Thermopsis jacutica Czefr.
- Thermopsis lanceolata R.Br. — Термопсис ланцетний, або мишатник, або п'яна трава
- Thermopsis longicarpa N.Ulziykh.
- Thermopsis lupinoides (L.) Link — Термопсис люпиновидний
- Thermopsis macrophylla Hook. & Arn. — Термопсис крупнолистний
- Thermopsis mollis (Michx.) A.Gray
- Thermopsis mongolica Czefr. — Термопсис монгольський
- Thermopsis montana Torr. & A.Gray
- Thermopsis przewalskii Czefr. — Термопсис Пржевальського
- Thermopsis rhombifolia (Pursh) Richardson — Термопсис ромболистний
- Thermopsis robusta Howell — Термопсис міцний
- Thermopsis smithiana E.Peter
- Thermopsis turcica Kit Tan et al. — Термопсис турецький
- Thermopsis turkestanica Gand. — Термопсис туркестанський
- Thermopsis villosa (Walt.) Fernald & B.G.Schub.
- Thermopsis yushuensis S.Q.Wei